# Platycis matsudai
Platycis matsudai là một loài bọ cánh cứng trong họ Lycidae. Loài này được Bocák miêu tả khoa học năm 1996.